# El Restaurador (1900-1913)
El Restaurador fue un periódico editado en la ciudad española de Vigo entre 1900 y 1913.

## Descripción
Comenzó a publicarse en 1900 como semanario independiente, y en 1912 era ya «bisemanario católico», antes de convertirse en «periódico tradicionalista, órgano del partido en el distrito de Vigo». Se publicaba los miércoles y sábados en cuatro páginas de 55 por 36 centímetros, a cinco columnas, y, según Navarro Cabanes, sin pie de imprenta. Tenía como principal redactor a José Martínez Pereira, que firmaba como «Jomape». El director, Ramón J. Fernández, falleció en 1912 y le sustituyó en el cargo Juan Andrade. Habiendo pasado a ser trisemanal, la publicación del periódico cesó en junio de 1913.